# Usha Vance
Usha Chilukuri Vance (nacida como Usha Bala Chilukuri; San Diego, 6 de enero de 1986) es una abogada estadounidense. Es la segunda dama de los Estados Unidos desde el 20 de enero de 2025 por ser la esposa del vicepresidente J. D. Vance, siendo la primera mujer de ascendencia india y religión hindú en hacerlo.

## Biografía
Usha Chilukuri nació en una zona residencial de clase media-alta de San Diego, California en el seno de una familia de inmigrantes indios de habla telugu. Su padre es ingeniero mecánico del IIT Madras y profesor en la Universidad Estatal de San Diego y su madre es bióloga molecular y rectora de la Universidad de California en San Diego. La familia de Usha pertenece a la comunidad Telugu Brahmin y emigró de Andhra Pradesh, India, en la década de 1980. Se crio en el suburbio Rancho Peñasquitos, de clase media alta de San Diego.

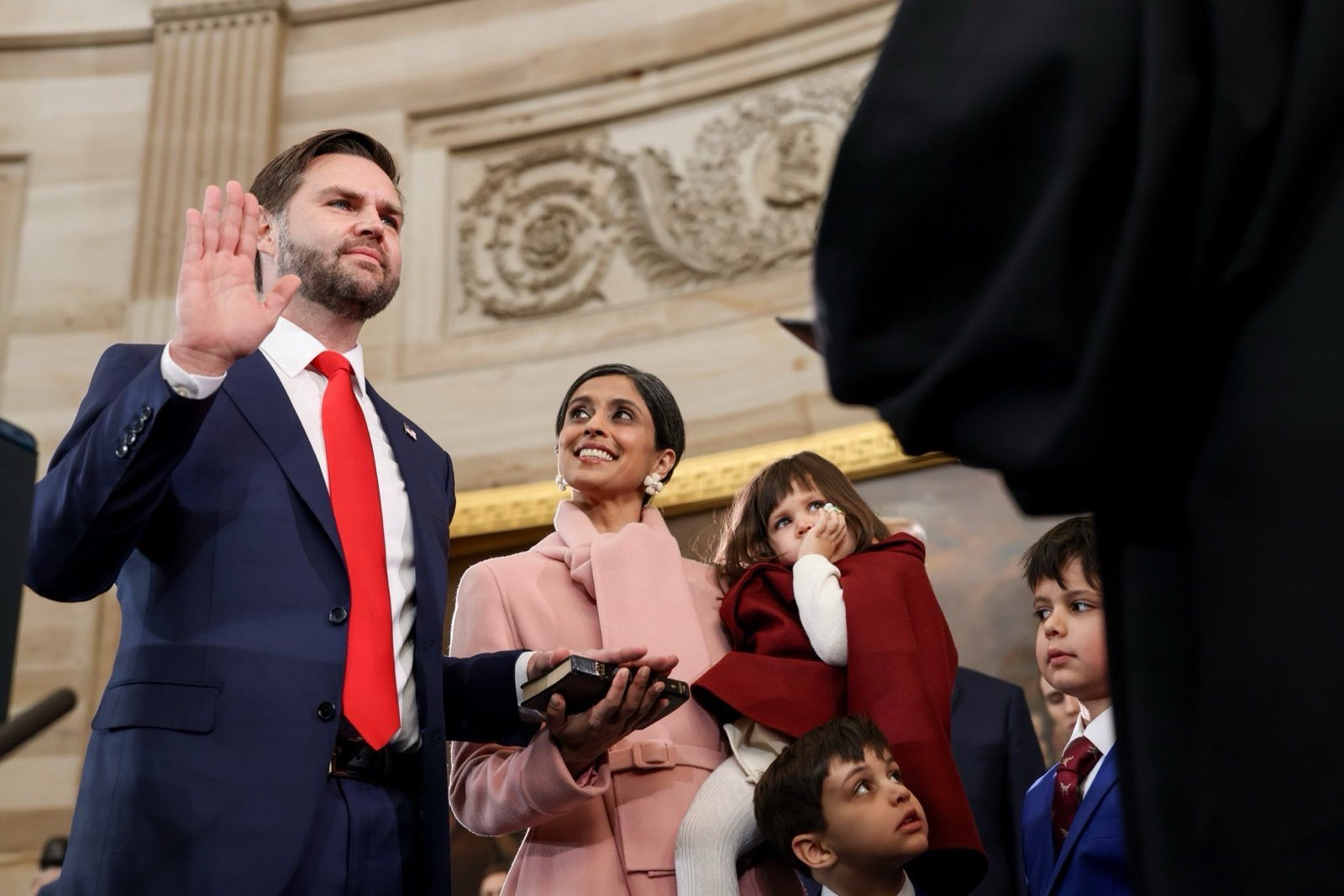
Usha junto a J. D. Vance, jurando su cargo de vicepresidente de EE. UU.

En 2003 se graduó de Mt. Carmel High School, donde actuó en la banda de música. Tiene una hermana, Shreya. Sus amigos de la infancia la describieron como una "líder" y un "ratón de biblioteca". Asistió a la Universidad de Yale y se graduó summa cum laude con una licenciatura en historia, siendo miembro de Phi Beta Kappa. Conoció a su actual esposo, James David Vance, mientras estudiaba en esa institución.Luego asistió a Clare College, Cambridge, en Inglaterra, como becaria Gates Cambridge, y recibió una Maestría en Filosofía en Historia Moderna Temprana en 2010.
En 2013, Vance obtuvo su Juris Doctor en la Facultad de Derecho de Yale, donde fue editora ejecutiva de desarrollo del Yale Law Journal y editora gerente del Yale Journal of Law & Technology.
Durante su estancia en Yale, también enseñó historia estadounidense como profesora Yale-China en la Universidad Sun Yat-sen en Guangzhou, China, y participó en la Clínica de Defensa de la Corte Suprema, la Clínica de Libertad de Medios y Acceso a la Información, y el Proyecto de Asistencia a Refugiados Iraquíes.